# Холи Блек
Холи Блек (на английски: Holly Black) е американска писателка на фентъзи за деца.

## Биография и творчество
Холи Блек е родена в Уест Лонг Бранч, щат Ню Джърси, САЩ на 10 ноември 1971 г. Прекарва детството си в голяма викторианска къща, където майка ѝ разказва на нея и сестра ѝ истории за духове и вълшебни приказки. Това оказва важно влияние върху в бъдещата ѝ кариера като известен автор и още в училище тя започва да пише стихотворения, разкази и пиеси.
След завършването на гимназия се мести в Джърси сити заедно с приятеля си от гимназията Тео. През 1994 г. получава бакалавърска степен по английска филология в Университета „Ню Джърси“, след което се записва да следва библиотечно дело в Университета „Рутгърс“ и работи като редакторка в медицински списания.
През 1999 г. се омъжва за Тео Блек, междувременно придобил известност като художник-илюстратор и уеб дизайнер. Започва работа в списанието за ролеви игри 8d, където се запознава с художника Тони ди Терлизи, който по-късно става илюстратор на книгите ѝ от поредицата за Спайдъруик.
Междувременно Блек работи по романа „Тайт: Модерна вълшебна приказка“ (Tithe: a Modern Faerie Tale). Книгата е издадена през 2002 г. и постига огромен успех сред почитателите на фентъзи в САЩ, а Американската библиотечна асоциация я включва в списъка си с препоръчителна литература за подрастващи. В същия този свят на феи, паралелен на реалния, се развива и действието на следващите две книги от поредицата: „Храбра“ (2005), която печели наградата за младежка литература „Андре Нортън“ през 2006 г., и „Издръжлива“ (2007).
През 2003 г. е поставено началото на мащабната поредица „Хрониките на Спайдъруик“. Книгите от поредицата постигат невиждан успех и си извоюват одобрението на критиците. Книгите от „Хрониките на Спайдъруик“ са преведени на близо 30 езика. През 2008 г. излиза филмова адаптация по поредицата, а Блек е един от изпълнителните му продуценти.
Холи живее със съпруга си и сина им в щата Нова Англия.

## Избрани произведения

### Самостоятелни романи
- Doll Bones (2013) – с Илайза Уилър
- The Coldest Girl in Coldtown (2013)
- The Darkest Part of the Forest (2015)
В най-потайните дебри, изд. Skyprint (2018), ISBN 978-954-390-140-1
- Book of Night (2022)
Книга на нощта, изд. „Сиела“ (2022), прев. Мариана Христова, ISBN 978-954-283-987-3

### Серия „Модерни вълшебни приказки“ (Modern Faerie Tales)
1. Tithe (2002)
2. Valiant (2005) – награда „Андре Нортън“
3. Ironside (2007)

- The Land of Heart's Desire (2010) – разказ
- The Lament of Lutie-Loo (2019) – разказ

### Серия „Вълшебният народ“ (The Folk of the Air)
1. The Cruel Prince (2018)
Жестокият принц, изд. ИК „Ибис“ (2019), прев. Боряна Дракчиева ISBN 978-619-157-314-1
2. The Wicked King (2019)
Злият крал, изд. „Ибис“ (2019), прев. Боряна Дракчиева ISBN 978-619-157-318-9
3. The Queen of Nothing (2019)
Кралица на нищото, изд. „Ибис“ (2019), прев. Боряна Дракчиева, ISBN 978-619-157-330-1

#### Съпътстващи издания
- The Lost Sisters (2018) – повест
- How the King of Elfhame Learned to Hate Stories (2020) – сборник с разкази
Как кралят на Елфхейм намрази приказките, изд. „Ибис“ (2022), ISBN 978-619-157-372-1

### Вселената Спайдъруик

#### Серия „Хрониките на Спайдъруик“ (Spiderwick Chronicles) – сТони ди Терлизи
1. The Field Guide (2003)
Книга за духовете, изд. „Фют“ (2004), прев. Екатерина Латева
2. The Seeing Stone (2003)
Виждащият камък, изд. „Фют“ (2004), прев. Екатерина Латева
3. Lucinda's Secret (2003)
Тайната на Лусинда, изд. „Фют“ (2004), прев. Екатерина Латева, ISBN 954-625-334-0
4. The Ironwood Tree (2004)
Желязното дърво, изд. „Фют“ (2004), прев. Екатерина Латева
5. The Wrath of Mulgarath (2004)
Яростта на Мулгарад, изд. „Фют“ (2005), прев. Екатерина Латева

#### Серия „Хрониките на Спайдъруик: Продължението“ (Beyond the Spiderwick Chronicles) – сТони ди Терлизи
1. The Nixie's Song (2007)
Песента на водния дух, изд. „Фют“ (2011), прев. Ирина Манушева
2. A Giant Problem (2008)
Пробуждането на великаните, изд. „Фют“ (2011), прев. Ирина Манушева
3. The Wyrm King (2009)
Драконовата хидра, изд. „Фют“ (2011), прев. Ирина Манушева

#### Серия „Хрониките на Спайдъруик: Специално издание към Виждащия камък“ (Spiderwick Chronicles Special Edition of the Seeing Stone) – сТони ди Терлизи
1. Goblins Attack (2007)
2. Troll Trouble (2007)
3. Great Escape (2007)

### Серия „Магистериум“ (Magisterium) – сКасандра Клеър
1. The Iron Trial (2014)
Железният изпит, изд. „Егмонт България“ (2014), прев. Александър Драганов, ISBN 978-954-27-1296-1
2. The Copper Gauntlet (2015)
Медната ръкавица, изд. „Егмонт България“ (2015), прев. Александър Драганов, ISBN 978-954-27-1561-0
3. The Bronze Key (2016)
Бронзовият ключ, изд. „Егмонт България“ (2016), прев. Александър Драганов, ISBN 978-954-27-1825-3
4. The Silver Mask (2017)
Сребърната маска, изд. „Егмонт България“ (2017), прев. Александър Драганов, ISBN 978-954-27-2123-9
5. The Golden Tower (2018)
Златната кула, изд. „Егмонт България“ (2018), прев. Александър Драганов, ISBN 978-954-27-2230-4

### Сборници
- Summer days & summer nights (2016) – с Вероника Рот, Касандра Клеър, Дженифър Е. Смит, Лий Бардуго, Лев Гросман, Стефани Пъркинс, Либа Брей, Франческа Лия Блок, Джон Сковрон, Нина Лакур и Тим Федерле
Krampuslauf в Летни дни и летни нощи: 12 любовни истории, изд.: „Сиела“, София (2016), прев. Деница Райкова

## Екранизации
- 2008 Хрониките на Спайдъруик, The Spiderwick Chronicles